# Procleomenes longicollis
Procleomenes longicollis är en skalbaggsart som beskrevs av Tatsuya Niisato 1986. Procleomenes longicollis ingår i släktet Procleomenes och familjen långhorningar. Inga underarter finns listade i Catalogue of Life.